# Джеренцано
Джеренца̀но (на италиански: Gerenzano; на ломбардски: Gerenzan, Джеренцан) е град и община в Северна Италия, провинция Варезе, регион Ломбардия. Разположен е на 226 m надморска височина. Населението на общината е 10 909 души (към 2017 г.).